# 한문연
한문연(韓文埏, 1961년 4월 10일 ~ )은 전 KBO 리그 롯데 자이언츠의 포수이다.

## 선수 시절

### 아마추어 시절
동아대학교 시절 1982년 제 27회 세계야구선수권대회에서 국가대표로 활약했다.

### 롯데 자이언츠시절
동아대학교를 졸업하고 1983년 롯데 자이언츠에 입단해 10시즌 동안 선수 생활을 했다. 1984년 최동원과 배터리를 이루어 팀의 첫 한국시리즈 우승을 이끌었다.
1986년 6월 5일 빙그레 이글스와의 경기에서 김용운과 포수를 번갈아 보며 김정행의 노히트 노런에 기여했다.
한편, 1987년 스프링캠프에서 어깨에 이상이 생겨 그 해 25경기 밖에 출전하지 못했으며 다음 해부터는 1985년 MBC에서 이적한 김용운에 이어 1989년 입단한 김선일과 번갈아 마스크를 썼고 급기야 강병철이 감독으로 재부임했던 1991년에 김선일한테 주전 자리를 빼앗겼으며 1992년 플레잉 코치로 뛰면서  사실상 선수 생활을 마감했다.

## 야구선수 은퇴 후
롯데 자이언츠에서 코치 생활을 시작해 2002년에 SK 와이번스에서 코치로 활동했다.
2003년 시즌부터 2010년까지 롯데 자이언츠의 배터리코치로 활동했다.
2011년 SK 와이번스의 배터리코치로 영입됐다.
2012년에는 고향 팀인 NC 다이노스의 2군 수석코치 겸 배터리코치로 영입됐다.
2014년 시즌부터 고양 다이노스의 감독으로 활동하다가 2019년 시즌부터 NC 다이노스의 3군 D팀 총괄 겸 베터리코치로 활동했다.
2024년 현재는 한문연야구아카데미 감독을 맡고 있다.

## 출신 학교
- 경남 성호초등학교
- 마산동중학교
- 마산용마고등학교
- 동아대학교

## 등번호
- '2' - 롯데 자이언츠

## 통산 기록
| 연도 | 팀명   | 타율  | 경기 | 타수 | 득점 | 안타 | 2루타 | 3루타 | 홈런 | 루타 | 타점 | 도루 | 도실 | 볼넷 | 사구 | 삼진 | 병살 | 실책 |
| ---- | ------ | ----- | ---- | ---- | ---- | ---- | ----- | ----- | ---- | ---- | ---- | ---- | ---- | ---- | ---- | ---- | ---- | ---- |
| 1983 | 롯데   | 0.220 | 57   | 123  | 8    | 27   | 3     | 0     | 1    | 33   | 9    | 1    | 2    | 12   | 1    | 9    | 3    | 5    |
| 1984 | 롯데   | 0.291 | 63   | 141  | 14   | 41   | 7     | 0     | 4    | 60   | 16   | 0    | 1    | 19   | 0    | 15   | 4    | 8    |
| 1985 | 롯데   | 0.267 | 97   | 270  | 27   | 72   | 12    | 0     | 3    | 93   | 29   | 2    | 2    | 23   | 2    | 19   | 11   | 10   |
| 1986 | 롯데   | 0.250 | 86   | 228  | 20   | 57   | 10    | 0     | 2    | 73   | 15   | 0    | 1    | 15   | 1    | 19   | 3    | 6    |
| 1987 | 롯데   | 0.200 | 25   | 55   | 3    | 11   | 1     | 2     | 0    | 16   | 2    | 0    | 1    | 6    | 0    | 2    | 2    | 3    |
| 1988 | 롯데   | 0.261 | 62   | 119  | 9    | 31   | 8     | 0     | 0    | 39   | 20   | 2    | 2    | 9    | 3    | 8    | 0    | 5    |
| 1989 | 롯데   | 0.256 | 78   | 168  | 14   | 43   | 8     | 0     | 0    | 51   | 16   | 1    | 1    | 19   | 0    | 16   | 5    | 3    |
| 1990 | 롯데   | 0.252 | 90   | 218  | 16   | 55   | 11    | 0     | 1    | 69   | 31   | 2    | 0    | 25   | 2    | 18   | 4    | 5    |
| 1991 | 롯데   | 0.288 | 89   | 146  | 6    | 42   | 8     | 2     | 2    | 60   | 24   | 0    | 0    | 14   | 2    | 10   | 7    | 4    |
| 1992 | 롯데   | 0.091 | 16   | 22   | 2    | 2    | 0     | 0     | 1    | 5    | 1    | 0    | 0    | 2    | 0    | 7    | 2    | 0    |
| 통산 | 10시즌 | 0.256 | 663  | 1490 | 119  | 381  | 68    | 4     | 14   | 499  | 163  | 8    | 10   | 144  | 11   | 123  | 41   | 49   |

## 관련 작품
- 영화 《퍼펙트 게임》 (2011년) - 조찬형